# Slaget om Vulkan- og Ryukyuøerne
Slaget om Vulkan- og Ryukyuørne var en række slag og sammenstød mellem de Allierede styrker og japanske styrker under Stillehavskrigen i 2. verdenskrig mellem januar og juni 1945.
Felttoget udspilede sig på Vulkan- og Ryukyuøerne. De to hovedsaglige landslag under felttoget var slaget om Iwo Jima (16. februar-26. marts 1945) og slaget om Okinawa (1. april-21. juni 1945). Et stort søslag indtræffede og hved navn Operation Ten-Go (7 april 1945) efter det japanske navn på operationen.
Felttoget var en del af de allieredes felttog mod Japan som havde til hensigt at få troppesamlingspladser før en invasion af Japan og var med til at støtte luftbombardementerne og søblokaden af det japanske fastland. Efter atombomberne over Hiroshima og Nagasaki fik dog den japanske regering til at kapitulere uden at der var behov for en væbnet invasion.

## Felttoget
Iwo Jimas strategiske betydning er omtvistet. Japanerne havde en radarstation og flyveplads egnet til at afsende krigsfly, der kunne bremse B-29'er, der angreb det japanske fastland. Hvis øerne blev erobret af amerikanerne, kunne de skaffe dem baser for jager-eskorter, der kunne hjælpe B-29-bombeflyene med at angribe det japanske fastland, samt fungere som nødlandingsbane for alle beskadigede B-29'er, der ikke kunne vende tilbage til Marianerne.
Operationen for at erobre Iwo Jima blev godkendt i oktober 1944. Den 19. februar 1945 blev kampagnen for Iwo Jima igangsat. Øen var erobret den 26. marts. Kun få japanere blev fanget, da resten blev dræbt eller begik selvmord, da nederlaget stod dem klart. Amerikanerne led imidlertid alvorlige tab under deres første landing i modsætning til de vigtigste kampe. Jagerfly indledte operationer fra 11. marts, da flyvepladsen var sikret, og de første bombefly ramte de japanske øer.
Okinawa var lige ved Japans grænse og sikrede de allierede et springbræt i forbindelse med en invasion af det japanske fastland. I mellemtiden havde 131.000 japanske soldater forberedt sig på Okinawa på lignende modstand som den, der var udøvet på Iwo Jima og forsøgte at nedskyde amerikanerne, da de gik ud af deres landingsbiler. Generalsekretær Mitsuru Ushijima sørgede for, at amerikanerne ikke engang ville komme tæt på strandene ved hjælp af kamikazefly under Soemu Toyoda for at stoppe invasionsbølgen. Dette var den største indsats udøvet af disse selvmordsbombere, som sænkede 34 skibe, beskadigede 25 tilstrækkeligt til at være for bekostelige at reparere, mens 343 blev mindre beskadigede i forskellige grader. I landkampagnen blev 48.193 mand militært personel dræbt, såret eller savnet i kampagnen for at sikre øen. Ved slutningen af slaget blev tre fjerdedele af de japanske officerer dræbt eller havde dræbt sig selv. Kun en håndfuld officerer overlevede slaget, skønt flere soldater kapitulerede. Den 7. april blev det store japanske slagskib "Yamato" inddraget og sendt ud af japanerne for at blive brugt i en kamikaze-operation med kodenavnet Ten-Go, men blev sænket. Vice-admiral Seiichi Ito og kommandanten for slagskibet, Kosaku Aruga, blev dræbt i den fatale mission, og slagskibet blev ødelagt, før det kunne komme til kamp med den amerikanske flåde.
Kontrollen med vulkan- og Ryukyu-øerne gjorde det muligt for den amerikanske hærs luftstyrker at udføre missioner mod mål på Honshu og Kyushu, idet det første angreb, der fandt sted på Tokyo, indtraf fra 9. til 10. marts.